# Anja Sliwinska
Anja Sliwinska (1959) is een Pools voormalig volleybalster en -coach.

## Levensloop
Sliwinska werd in 1989 verkozen als 'Speelster van het Jaar'. Ze was actief bij Datovoc Tongeren, waarvan ze vanaf 1999 tevens coach was. Na haar ontslag bij Tongeren ging ze in 2008 aan de slag bij Kivola Riemst.